# Arnold von Brüssel
Arnold von Brüssel, auch Arnald von Brüssel, latinisiert Arnaldus de Bruxella, war ein Buchdrucker, Kopist und Alchemist, der Ende des 15. Jahrhunderts in Neapel wirkte.
Er hatte neben Sixtus Riessinger die älteste Druckerei in Neapel, wo über 20 Drucke von ihm von 1472 bis 1477 bekannt sind. Ansonsten fehlen weitgehend Informationen zu seiner Biographie. Eine von ihm kopierte Handschrift, die in der Nationalbibliothek von Neapel aufbewahrt wird, trägt das Datum 1455 und ist gezeichnet mit Arnaldus de Lishout de Bruxella. Der Hinweis auf Lieshout nahe Brüssel findet sich auch in der alchemistischen Handschrift von ihm. 1465 gibt es einen Eintrag für eine Zahlung an Rinaldo Bruxella, einen Schreiber am königlichen Hof in Neapel. Herrscher war damals Ferdinand I. 1482 wurde er Konsul der Nationen England, Deutschland und Schottland im gesamten Königreich Sizilien und in dessen Hauptstadt Neapel. Nach dem alchemistischen Manuskript war er 1492 noch in Neapel, danach verliert sich seine Spur. Damals muss er um die sechzig Jahre oder älter gewesen sein.
Eine alchemistische Handschrift von ihm wird in der Bibliothek der Lehigh University aufbewahrt. Sie wurde nie gedruckt und enthält Auszüge von Pseudo-Lull, Pseudo-Geber, Albertus Magnus, Hermes Trismegistos und die Tabula Smaragdina, Hortulanus (Ortulanus), Rhazes, Morienus, Johannes de Rupescissa, Auszüge aus Plinius Naturgeschichte und von Arnald von Villanova. Die Texte sind lateinisch, katalanisch und italienisch, mit einigen späteren Ergänzungen in Französisch. Es gibt hunderte Rezepte, einige Diagramme (darunter für den Stein der Weisen), Listen alchemistischer Symbole und Autoren und einige Verse (katalanisch, italienisch (Sonette), lateinisch). Es besteht aus 229 Blättern aus Papier in Doppelspalten. Die Texte sind von 1473 bis 1490 datiert (mit einer Lücke von 1473 bis 1481). Die Handschrift war ab 1584 im Besitz des Franzosen M. Rouhauld, der ihr den Namen Le Trésor des Alchimistes gab. Es gibt aus dieser Zeit Anmerkungen in Französisch. 1881 kam es in den Besitz der Lehigh University.
Es gibt einen ähnlich aufgebauten in Paris aufbewahrten Codex mit Auszügen aus Schriften über Astronomie, Landwirtschaft, Geographie, Astrologie und Medizin, datiert von 1475 bis 1492 (Codex Paris. lat. 10264).

## Schriften
- W. J. Wilson: An alchemical manuscript by Arnaldus de Bruxella, Osiris. Band 2, 1936, S. 220–405.
- Emmanuel Poulle: La bibliothèque scientifique d’un imprimeur humaniste au XV. siècle. catalogue des manuscrits d’Arnaud de Bruxelles à la Bibliothèque nationale de Paris, Genf: Droz 1963.
- L. Delisle: L’imprimeur napolitain Arnaud de Bruxelles, in the Bibliothetque de l’Ecole des Chartes, Band LVIII, 1897, S. 741–743;